# Peramelinae
Peramelinae är en underfamilj i familjen punggrävlingar (Peramelidae). Till familjen räknas 6 levande och en utdöd art.

## Kännetecken
Individerna i underfamiljen skiljer sig från den andra underfamiljen (Peroryctinae) av punggrävlingar genom en avplattad skalle. Typisk är den långsträckta spetsiga nosen. Pälsen har oftast en brunaktig färg. Vid de främre tårna finns klor för att gräva i marken. De bakre fötterna är större än de främre och deras andra och tredje tå är sammanvuxna. Kroppslängden ligger beroende på art mellan 20 och 55 centimeter, vikten för de största individerna går upp till 3 kilogram.

## Utbredning och habitat
Arterna lever främst i Australien, på Tasmanien och på några mindre öar i samma region. En art förekommer även på Nya Guinea. Habitatet utgörs av torra områden som savanner och öknar.

## Levnadssätt
Dessa djur är oftast aktiva på natten. På dagen vilar de i självgrävda bon, naturliga fördjupningar i marken eller i gräsansamlingar. Utanför parningstiden lever alla individer ensamma.
Arterna är allätare som livnär sig av insekter, deras larver och mindre ryggradsdjur samt av frukter och andra växtdelar.
I motsats till honor hos andra pungdjur har honor av underfamiljen en primitiv moderkaka. Efter en kort dräktighet (ofta bara två veckor) föds två till fem ungar. Ungarna stannar cirka 50 dagar i moderns väl utvecklade pung och cirka 10 dagar senare slutar honan att ge di. Könsmognaden infaller under andra levnadsåret. Livslängden i naturen går upp till 3 år, individer i fångenskap har blivit upp till 8 år gamla.

## Hot
En art i underfamiljen är redan utdöd och även för de andra minskade utbredningsområdet betydligt efter européernas ankomst i Australien. Hotet utgörs av levnadsområdets omvandling till jordbruksmark samt av införda rovdjur.

## Systematik
Underfamiljen bildas av två släkten:
- kortnästa punggrävlingar (Isoodon) med tre arter, en av dem lever i södra Nya Guinea
- australiska näspunggrävlingar (Perameles) med fyra arter, en art är redan utdöd

Tidigare räknades även svinfotad punggrävling (Chaeropus ecaudatus) och kaninpunggrävlingar (Thylacomyidae) till underfamiljen men det visade sig att gruppen var parafyletisk. De nämnda djurgrupperna listas därför idag som självständiga familjer.